# Želimlje

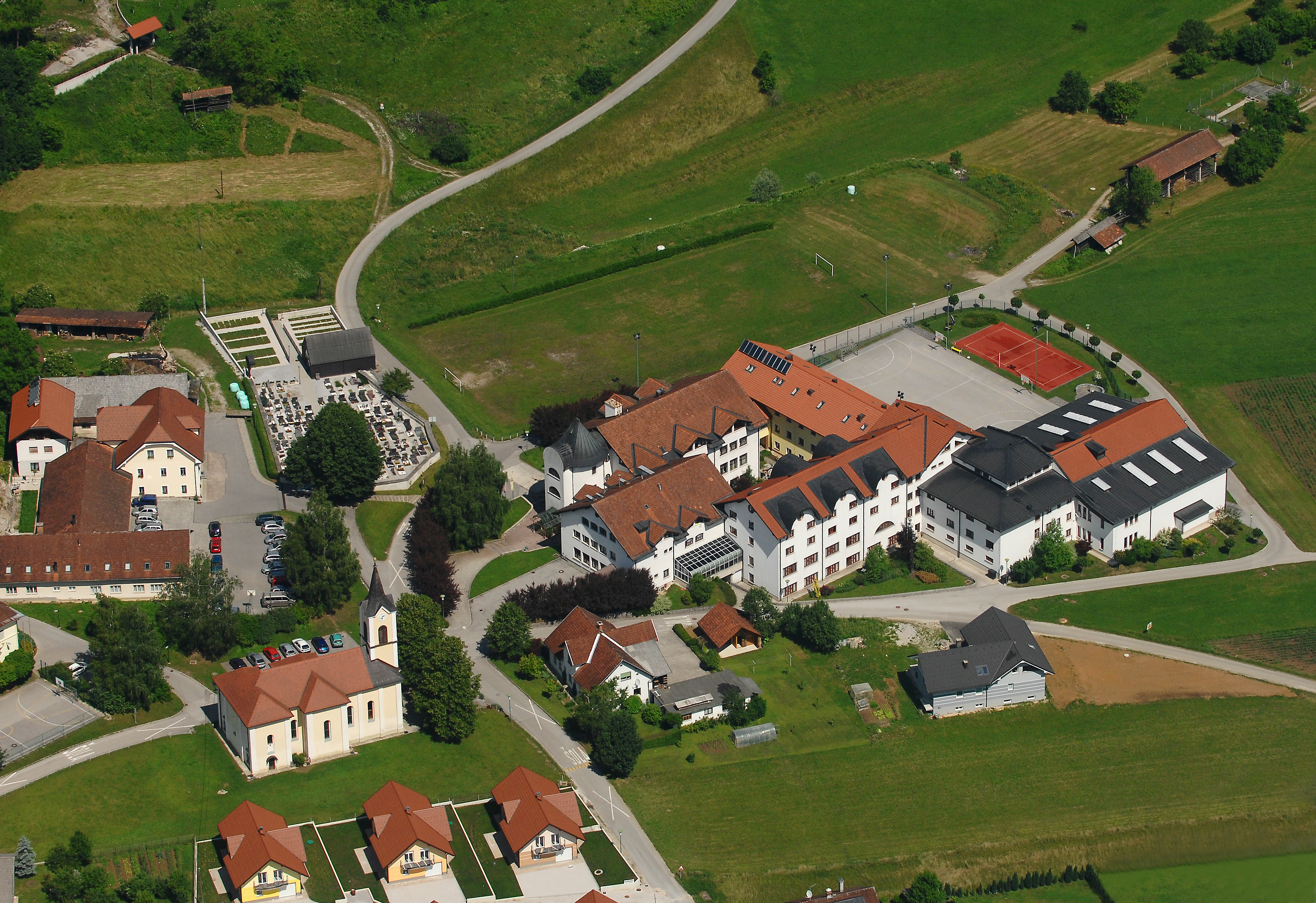
Gymnázium Želimlje + Ústav sv. Františka Saleského + kostel

Želimlje je jednou z 19 vesnic, které tvoří občinu Škofljica ve Středoslovinském regionu ve Slovinsku. V roce 2002 zde žilo 358 obyvatel.

## Poloha, popis
Vesnice leží v jižní části občiny. Její rozloha je 7,45 km² a nachází se v nadmořské výšce zhruba od 310 m až po 350 m. V údolí pod obcí pramení potok Želimlješčica.

## Pamětihodnosti
Ve vsi stojí kostel sv. Víta, který byl postaven v letech 1884–1886. Dále je tu Ústav sv. Františka Saleského (Zavod sv. Frančiška Saleškega) pro vzdělávání a výchovu mladých lidí, jehož součástí je gymnasium (Gimnazija Želimlje).
V obci je také panské sídlo a fara, ve které pobýval spisovatel Fran Saleški Finžgar. Ten je znám svým historickým románem Pod svobodnim soncem.
Ve všední dny je obec čtyřikrát denně spojena pravidelnou meziměstskou autobusovou dopravou přes Škofljici a Lavrici s Lublaní (slovinsky Ljubljana).